# Guerra del Cáucaso
La Guerra del Cáucaso (del ruso: Кавказская война) o Invasíon rusa del Cáucaso o Gazawat (para los pueblos musulmanes del Cáucaso) es la denominación por la que se conoce la serie de operaciones militares por parte del Imperio ruso entre 1817 y 1864 por la conquista del Imanato del Cáucaso en el Cáucaso Norte, en concreto Chechenia, la tierra de los karacháis, la de los circasianos (adigué, abjasios y ubijos), Daguestán e Ingusetia.
La Guerra Ruso-Circasiana forma parte de esta guerra. Otras regiones del Cáucaso, como Armenia, Georgia y Azerbaiyán, habían sido incorporadas al Imperio ruso a principios del mismo siglo XIX en el transcurso de conflictos con Persia.
Tuvo lugar durante el reinado de tres zares: Alejandro I, Nicolás I y Alejandro II. Los líderes militares rusos más importantes fueron Alekséi Yermólov (campaña entre 1816 y 1827), Mijaíl Vorontsov (campaña entre 1844 y 1853) y Aleksandr Bariátinski (campaña entre 1853 y 1856). Los escritores Mijaíl Lérmontov y León Tolstói combatieron en el conflicto, al que hizo referencia el escritor Aleksandr Pushkin en su novela corta El prisionero del Cáucaso (1821), así como León Tolstói en sus novelas cortas Los Cosacos (1863) y Hadjí Murat (1912 póstuma).

## Causas y comienzo de la guerra
El inicio del conflicto se dio por la pretensión rusa de aislar a los pueblos montañosos del Cáucaso, que habían ya rechazado los intentos de conquista por parte de las unidades rusas en el siglo XVIII. El jeque sufí checheno Mansur Ushurma los expulsó del norte de Chechenia entre 1785 y 1791. Murió bajo custodia rusa en la cuarta campaña en 1794 en Shlisselburg. Para conseguir su propósito, el Imperio ruso fundó una línea de fortalezas entre el mar Caspio y el mar Negro, entre ellas Gróznaya krépost (1818), la actual Grozni, o Vladikavkaz. Asimismo se incitó a los cosacos a asentarse como colonias agrícolas y militares a los pies de los montes del Cáucaso Norte, con la intención de fortalecer su posición y cortar parte de los suministros a los habitantes de las montañas que tradicionalmente llevaban sus rebaños a pastar a las llanuras.

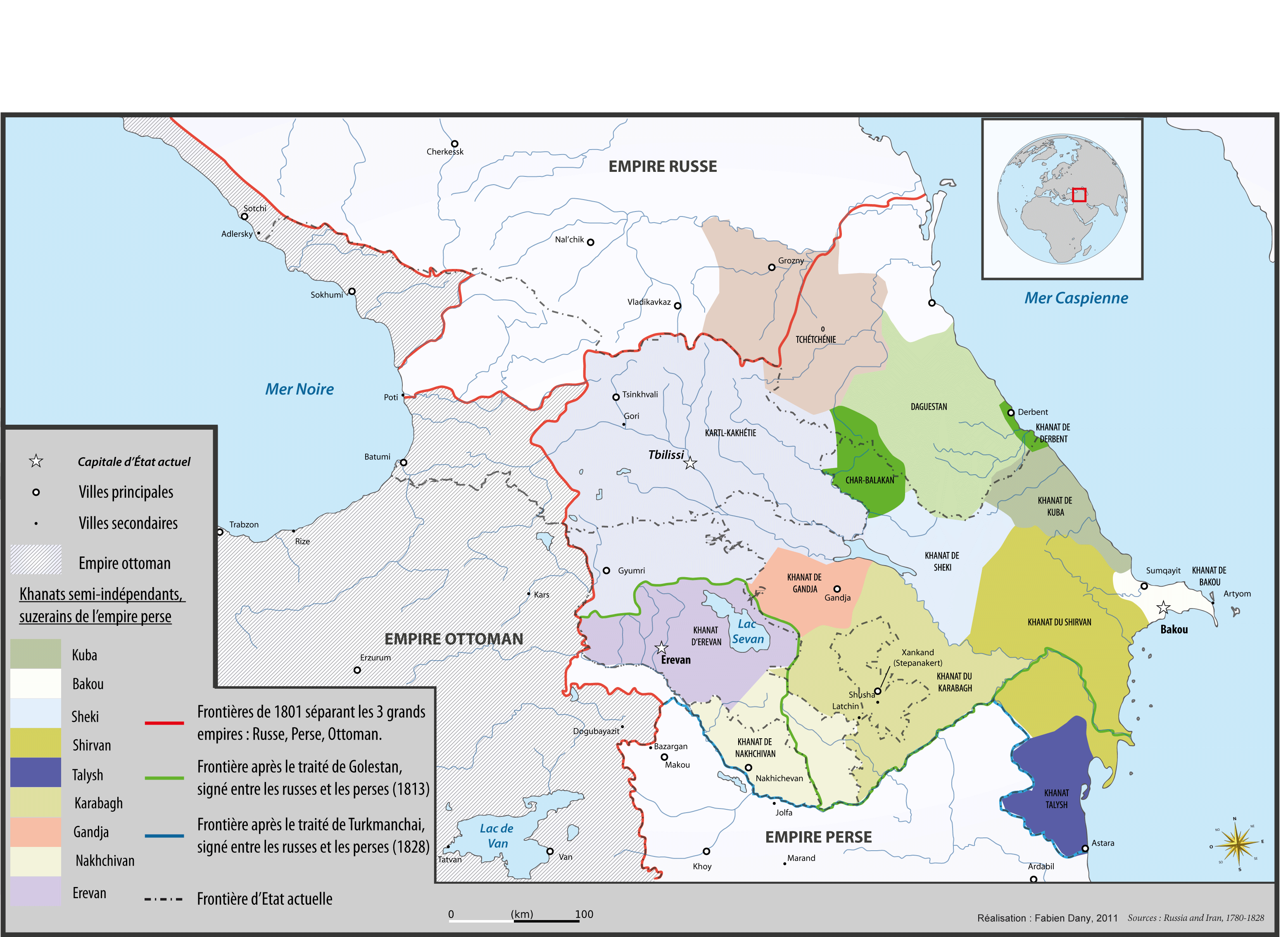
Kanatos del Caucaso durante el.

 Se considera como inicio de la guerra el año 1817, cuando las tropas rusas conquistaron el norte de Chechenia y fundaron la fortaleza de Grozni, aunque hubiera habido acciones militares contra los principados daguestaníes y cherquesos que no querían someterse a la protección rusa. Los príncipes del Norte del Cáucaso que se mostraron colaboradores con el Imperio se integraron sin problemas en la nobleza rusa, como habían hecho previamente los príncipes georgianos y azeríes.
Poco a poco, los altercados condujeron a la guerra. Alekséi Yermólov, el gobernador general (virrey) de las provincias rusas transcaucásicas, tenía en mente el control completo sobre el Cáucaso. Los montañeses, en su mayoría musulmanes, ofrecieron una fiera resistencia contra la expansión rusa. Tras la conquista rusa de Kabardia en 1825, Adigueya (Cherquesia), en la costa del mar Negro y los chechenos y numerosos pueblos del Daguestán se convirtieron en los principales adversarios de esta expansión. En ocasiones las acciones militares contra los pueblos de las montañas se superpusieron a las acciones de las guerras ruso persa de 1826-1828 y varias de las ruso-otomanas. En un inicio se formaron tres cuerpos expedicionarios bajo el mando del príncipe Nikolái Rayevski, el príncipe Yevgueni Golovín y el conde Pável Grabbe.
Las grandes distancias que tenían que recorrer tanto tropas como suministros, así como las difíciles condiciones geográficas y climáticas suponían un gran desgaste para el bando ruso. Se enfrentaban asimismo culturas muy diferentes, conduciéndose ambos bandos de manera cruel e irreflexiva.

## Losmuridas
Desde mediados de la década de 1820, el conflicto fue escalando en radicalización política y religiosa. En el políticamente dividido norte del Cáucaso, se difundieron las comunidades sufíes, primero de la orden Naqshbandi, y luego de la Qadiriyya. Como representación político-militar formaron las muridas. Denominaron a esta oposición como gazhawat (árabe: غزوة; "campaña, invasión"). En un comienzo se erigió como líder el predicador lezguino Mullah Mohammed, al que se unieron en Derbent en 1825 la oposición militar contra Rusia y parte de los príncipes del Daguestán. El movimiento se difundió rápidamente por Daguestán, Chechenia y otras regiones del Cáucaso Norte. Cuando el mando operacional ruso se dio cuenta de la magnitud y el carácter de este movimiento era ya demasiado tarde, ya que a partir de 1827/1828, los muridas eran ya un movimiento dedicado a la lucha armada.

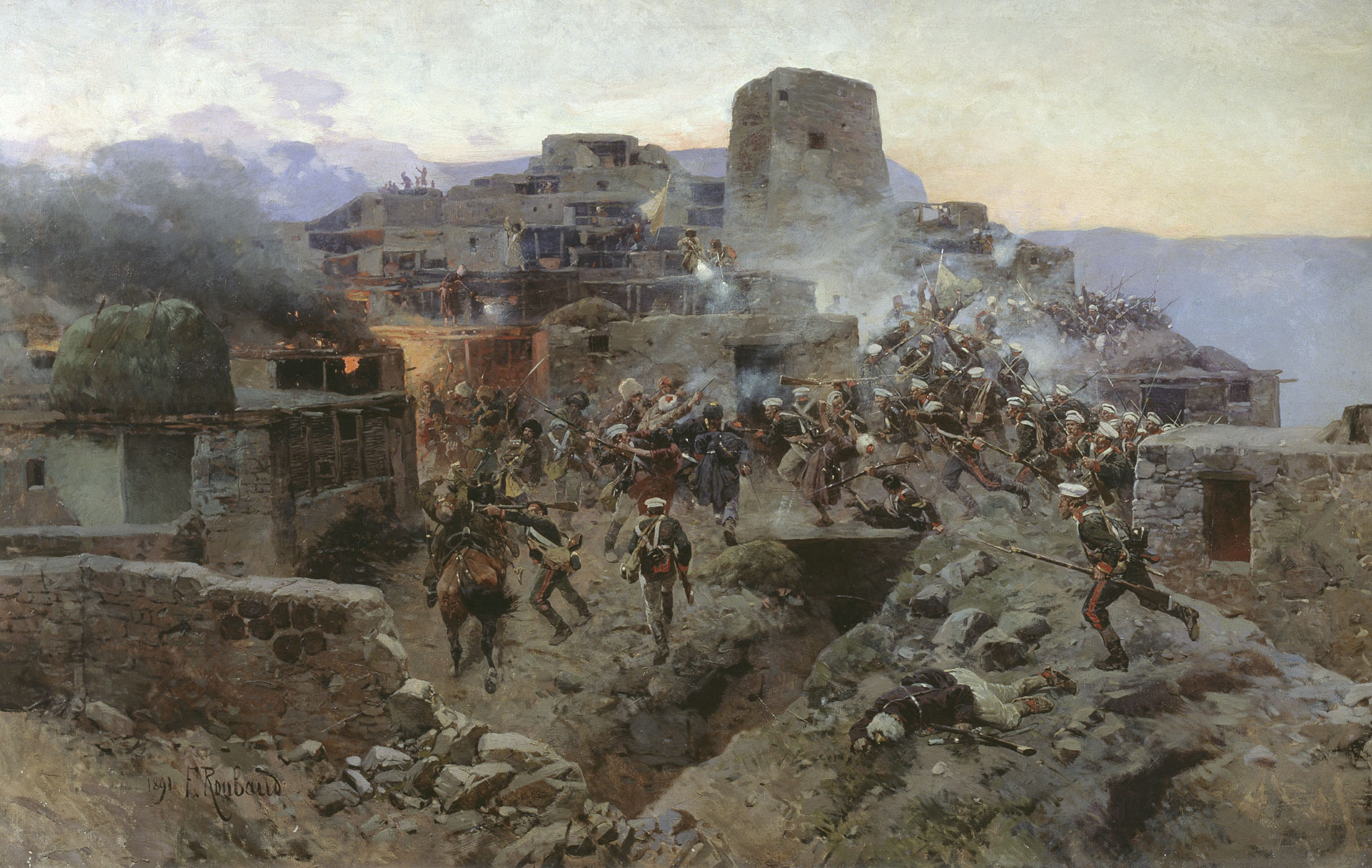
Asalto a Guimrý de Franz Robaud (1891). Ilustra el asalto al aul de Guimrý por las tropas rusas en 1832, en el que murió Ghazi Muhammad.

El primer líder (imán) de los muridas fue Ghazi Muhammad, que murió en el asalto ruso por sorpresa sobre la localidad chechena de Guimrý en 1832. El segundo imán fue Hamzat Bek, que cayó víctima de la venganza por la muerte de Hadji Murad en 1834. Ese año, el imán Shamil tomó el liderato. Los tres imanes muridas habían finalizado sus estudios en la madrasa aprendiendo de profesores naqshbandiyya lo que los hacía válidos como autoridad religiosa en el norte del Cáucaso.

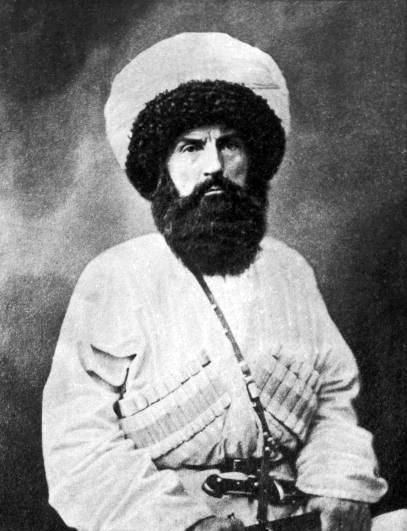
Shamil, imán de Chechenia y Daguestán.

A inicios de la década de 1840, el conflicto le costaba año tras año más soldados a Rusia. Los muridas recibían apoyo del Imperio otomano. Shamil tuvo éxito en la conquista de varias pequeñas fortalezas rusas. En 1845, una expedición rusa bajo el mando del príncipe Vorontsov fue derrotada planificada de modo similar al ataque contra Guimrý, atacó el cuartel general murida en Dargó, siendo derrotada, hecho que halló eco en la prensa internacional, que incrementaba del mismo modo su interés en la guerra.
Entonces, el nuevo liderazgo del ejército ruso, encabezado por el virrey transcaucásico Bariátinski cambió su estrategia. Las fuerzas de Shamil fueron rodeadas pueblo por pueblo por las tropas lideradas por el barón Vrevski, el mariscal Evdokímov, el barón Wrangel y el príncipe Orbeliani (que además de su carrera militar era un escritor patriótico georgiano). Vrevski y más tarde Orbeliani, controlaban las regiones en manos rusas del Daguestán y atacaban a los muridas desde el este y el sudeste, mientras que Bariátinski, mientras que por el lado oeste y norte, primero comandó las tropas Orbeliani, más tarde Bariátinski y Evdokímov.
Shamil reaccionó con ataques masivos a nivel regional que incapacitaron al ejército ruso temporalmente. Así en estos años conquistó desde Chechenia, la mayor parte de las tierras de los ávaros en Daguestán, pueblo al que pertenecían él y sus antepasados. Después de 1845, conquistó el sur de Daguestán, extendiéndose también hacia el oeste con la captura de Vladikavkaz. El buen conocimiento del terreno donde se desarrollaban estas acciones ofreció una gran ventaja a los muridas.
De este modo, a partir de esa década, Shamil desarrolló su propio estado, un imanato, con ejército regular, impuestos, gobernadores y un sistema postal, lo que le hizo ganar simpatías entre la población. La ideología de estado de este territorio estaba marcada por nueve elementos entre otras cosas:
- Sufismo: La ideología del estado estaba marcada por el aprendizaje del sufismo naqshbandi. Los muridas se dividían en muridas de la tariqa que celebraban los rituales de esta escuela, y los naibmuridas que eran únicamente combatientes.
- Puritanismo: Disciplina estricta para los muridas.
- Gazawat: Guerra contra Rusia.
- Pequeña yihad, profundización religiosa: Lucha contra las imágenes y rituales religiosos preislámicos.
- Igualdad: Las antiguas prerrogativas de las familias, así como la esclavitud, fueron abolidas.
- Imanato: Liderazgo total religioso y global para el imán Shamil.
- Ortodoxia islámica: Regreso a las normas del Corán y de la Sunna.
- Salafismo: Imitación del tipo de estado que gobernó en vida Mahoma. Estilo de vida salafita para renovar la fuerza del Islam primitivo.
- Partidarios de la Sharia en contra de otras costumbres legales tradicionales (adat).

Particularmente, los tres últimos elementos eran los que hacían de los muridas un movimiento islámico muy estricto, lo que le costó muchos seguidores. La Sharia está apenas difundida hoy en el Cáucaso Norte. El hecho de que el movimiento se centrara en la figura de Shamil, hizo que tras su captura, el movimiento desapareciera rápidamente.

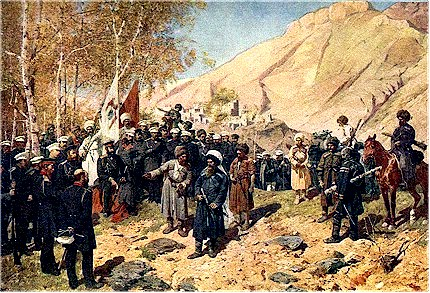
La captura de Shamil, por Franz Rubaud (1886).

Durante la guerra de Crimea entre 1853 y 1856, Shamil, fortalecido por el apoyo de los otomanos, británicos y franceses, sobrestimó sus posibilidades. Equipado con cañones turcos, fue más allá de las estrategias de guerra de guerrillas para enfrentarse a su oponente en campo abierto. En ese momento, Rusia contaba con 200 000 soldados regulares, cosacos y policías en el Cáucaso. El ejército al mando del general Evdokímov era superior indiscutiblemente en campo abierto, por lo que los muridas sufrieron una serie de derrotas que los arrinconaron en el este del Cáucaso Norte, siendo el imán Shamil capturado finalmente en 1859. Una centena de seguidores defenderían su aúl natal, Gunib.
Shamil fue desterrado a Kaluga y murió peregrinando a La Meca. En la opinión pública rusa y europea fue comparado al imán argelino Abd al-Qádir, con quien mantuvo correspondencia en 1865.
El respaldo a los muridas entre la población del noreste del Cáucaso es estimado, ya que no todos los individuos tomaron parte en la revuelta, permaneciendo una parte neutral debido a nexos familiares, siendo otros partidarios de los principados existentes o del lado ruso. Las políticas muridas hostiles hacia los príncipes hizo que estos se convirtieran casi automáticamente en sus enemigos. En el área central del imanato en tiempos de Shamil, los territorios habitados por chechenos y ávaros daguestaníes, se estima que el 60 % de la población masculina era partidaria de Shamil, mientras que en las regiones orientales de las montañas de Daguestán este apoyo era significativamente inferior. Existían en esta región principados bajo la protección rusa, cuya población estaba compuesta principalmente de cumucos, laks, tabasaranos y una minoría de lezguinos. El principado de los darguinos, antirruso, ya no existía, de modo que los únicos que luchaban junto a los muridas era el pequeño y remoto "sultanato de Elisu", tsajures, cuyo líder, Daniel Bek, tras una discusión con Shamil, se pasó al lado ruso en 1844. Las sociedades familiares de las montañas del sur de Daguestán apenas fueron influidas por el muridismo.